# Nhà thiên văn học

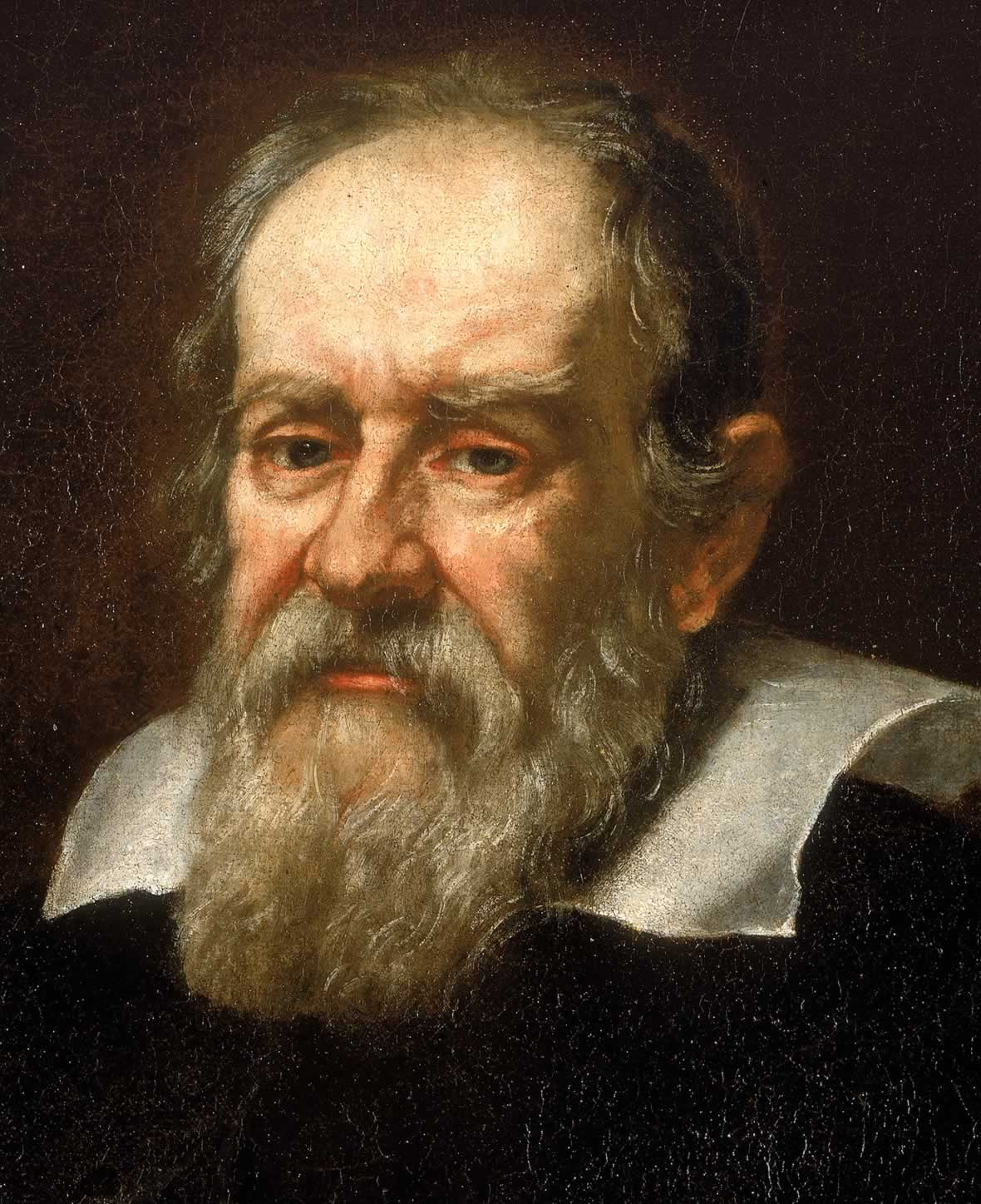
Galileo Galilei thường được cho là cha đẻ của ngành Thiên văn học hiện đại.

Một nhà thiên văn học là một nhà khoa học, chuyên nghiên cứu các thiên thể như các hành tinh, ngôi sao và thiên hà. Các nhà thiên văn học còn giải thích phân loại, mô tả tất cả các hiện tượng trên bầu trời hoặc những gì trong vũ trụ.
Trước đây, thiên văn học là ngành khoa học chỉ quan tâm về các hiện tượng phân loại và mô tả còn ngành vật lý thiên văn chỉ để giải thích các hiện tượng thắc mắc chưa biết được bằng cách sử dụng những định luật vật lý. Hiện nay, sự phân biệt này đã biến mất. Nhà thiên văn học chuyên nghiệp được đào tạo chiều sâu, thường có bằng Tiến sĩ vật lý và được đưa vào tuyển dụng tải các trường đại học để tổ chức nghiên cứu có tính chất cao. Họ dành phần lớn thời giờ của mình cho công việc nghiên cứu, mặc dù họ vẫn thường xuyên đi giảng dạy hoặc hoạt động ở đài thiên văn. Hiệp hội Thiên văn Quốc tế bao gồm 9.259 thành viên từ 89 nước khác nhau đang tham gia vào việc nghiên cứu thiên văn giữa các tiến sĩ và cao hơn.
Trong khi số lượng các nhà thiên văn chuyên nghiệp thì không lớn hơn nhiều số dân ở một thị trấn nhỏ nhưng cộng đồng yêu thích thiên văn thì rất lớn. Hầu hết các câu lạc bộ thiên văn học nghiệp dư đều có kiến thức rất lớn như một nhà thiên văn chuyên nghiệp.

## Nhà thiên văn học hiện đại
Trái với một số nhà thiên văn học cổ điển nghiên cứu thông qua kính thiên văn học hay kính viễn vọng thì hoàn toàn hiếm hoi đối với một nhà thiên văn học chuyên nghiệp hiện đại, họ sử dụng những chiếc kính viễn vọng lớn hơn. Và chiếc kính được trang bị rất nhiều công nghệ hiện đại tiên tiến như thiết bị máy quay, máy chụp, và chất lượng hình ảnh thu được sẽ rất rõ nét cao hơn trước đây. Các nhà thiên văn học hiện đại chỉ dành thời gian tương đối nhỏ cho việc dùng kính thiên văn chỉ vài tuần / năm để mà quan sát, phần còn lại họ phân tích nghiên cứu những tấm ảnh thu thập được.

## Đánh giá
Nhà thiên văn học nói riêng và ngành thiên văn học nói chung nghiên cứu các sự vật, hiện tượng trong quá khứ rất xa (trước cả khi có loài người, thậm chí trước cả khi có môi trường thích nghi cho cuộc sống xuất hiện) để rút ra các quy luật, từ các quy luật đó dự đoán các hiện tượng rất xa trong tương lai (khi mà cả loài người, cả Trái Đất và thậm chí cả hệ Mặt Trời này đã tắt lịm từ lâu). Các vấn đề nghiên cứu xảy ra từ rất lâu, thời điểm mà các truyện cổ tích, các truyền thuyết chưa hề có; các dự đoán của họ thì cũng xa đến nỗi các tiểu thuyết gia viễn tưởng chưa bao giờ dám tưởng tượng tới.

## Liên kết
- Hiệp hội Thiên văn Quốc tế
- Hội Thiên văn học Thái Bình Dương
- CLB Thiên văn học trẻ Việt Nam
- CLB Thiên Văn Nghiệp Dư TP.HCM Lưu trữ ngày 7 tháng 10 năm 2011 tại Wayback Machine
- CLB Thiên văn học Đà Nẵng - DAC